# Hai bucato la mia vita
«Hai bucato la mia vita» (с итал. — «Ты разбила мою жизнь») — песня итальянского певца и актёра Адриано Челентано из его сорокового альбома, Dormi amore, la situazione non è buona.

## Описание
1 ноября 2007 года песня была выпущена как первый сингл с альбома Dormi amore, la situazione non è buona. Авторы песни — композитор Джанни Белла и поэт-песенник Могол. Жанр представляет собой сочетание рока и классической музыки. Песня несёт в себе печальную историю неразделённой любви.
Песня начинается с небольшого фортепианного вступления, после чего звучит первый куплет. По его окончании в музыку совершенно неожиданно «врываются» мощные басы и электрогитары, а голос Челентано звучит высоко и пронзительно. Композиция постепенно переходит в крещендо, становится всё более драматичной благодаря хору, а заканчивается фортепианным проигрышем (своеобразное «обрамление» — проигрыш абсолютно идентичен тому, который был в начале). Песня получилась одной из самых печальных в альбоме, несмотря на то, что написана она в довольно светлой тональности — си-бемоль мажор.
В записи вступления к этой композиции принимал участие пианист Лудовико Эйнауди. На телевидении была исполнена Челентано в рамках его шоу La situazione di mia sorella non è buona.

## Список композиций
| №  | Название                 | Автор(ы)             | Длительность |
| -- | ------------------------ | -------------------- | ------------ |
| 1. | «Hai bucato la mia vita» | Моголь, Джанни Белла | 4:58         |

## Участники записи
- Адриано Челентано — вокалист.
- Джанни Белла, Могол — авторы (слова и музыка).
- Винни Колаюта — ударные.
- Нейл Стьюбенхаус — бас-гитара.
- Массимо Варини — гитара.
- Майкл Томпсон — гитара.
- Лудовико Эйнауди — фортепиано.
- Ленни Кастро — перкуссия.
- Антонелла Пепе, Сильвио Поццоли — бэк-вокал.
- Челсо Валли — фортепиано, клавишные, аранжировка.